# Warszawa Zachodnia
Warszawa Zachodnia (Varsó Nyugati-pályaudvar) egy lengyelországi vasútállomás, Varsó nyugati részén. Ez a keletről jövő távolsági vonatok végállomása, számos egyéb távolsági vonat átmenő vasútállomása, illetve számos helyi vasút megállóhelye is.

## Története
Az állomást 1936-ban adták át a forgalomnak.

## Vasútvonalak
Az állomást az alábbi vasútvonalak érintik:
- Varsó–Katowice-vasútvonal
- Varsó–Kunowice-vasútvonal
- Varsó–Krakkó-vasútvonal
- Varsó–Varsó Praga-vasútvonal
- Varsó–Główna Osobowa-vasútvonal
- Varsó–Radiowo-vasútvonal
- Varsó–Varsó Czyste-vasútvonal
- Varsó–Grodzisk Mazowiecki-vasútvonal
- Varsó–Varsó Rembertów-vasútvonal
- Varsó–Terespol-vasútvonal

## Regionális forgalom
| Üzemeltető         | Vonat | Útvonal |
| ------------------ | ----- | --- |
| Koleje Mazowieckie | R1    | Warszawa Wschodnia – Warszawa Zachodnia – Skierniewice                                                                                         |
| Koleje Mazowieckie | R2    | Warszawa Zachodnia – Warszawa Wschodnia – Łuków                                                                                                |
| Koleje Mazowieckie | R3    | Warszawa Wschodnia – Warszawa Zachodnia – Kutno                                                                                                |
| Koleje Mazowieckie | R7    | Warszawa Zachodnia – Warszawa Wschodnia – Dęblin                                                                                               |
| Koleje Mazowieckie | R8    | Warszawa Wschodnia – Warszawa Zachodnia – Skarżysko-Kamienna                                                                                   |
| Koleje Mazowieckie | R9    | Warszawa Zachodnia – Warszawa Gdańska – Działdowo                                                                                              |
| SKM                | S1    | Otwock – Warszawa Śródmieście – Warszawa Zachodnia – Pruszków                                                                                  |
| SKM                | S2    | Sulejówek Miłosna – Warszawa Śródmieście – Warszawa Zachodnia – Warszawa Lotnisko Chopina                                                      |
| SKM                | S3    | Legionowo Piaski – Legionowo – Warszawa Wschodnia – Warszawa Śródmieście / Warszawa Centralna – Warszawa Zachodnia – Warszawa Lotnisko Chopina |
| SKM                | S9    | Wieliszew – Warszawa Gdańska – Warszawa Zachodnia                                                                                              |
| WKD                | WKD   | Warszawa Śródmieście WKD – Warszawa Zachodnia WKD – Grodzisk Mazowiecki Radońska / Milanówek Grudów                                            |

## Fordítás
- Ez a szócikk részben vagy egészben  a   Warszawa Zachodnia című lengyel Wikipédia-szócikk fordításán alapul.  Az eredeti cikk szerkesztőit annak laptörténete sorolja fel. Ez a jelzés csupán a megfogalmazás eredetét és a szerzői jogokat jelzi, nem szolgál a cikkben szereplő információk forrásmegjelöléseként.